# Назаренко Олександр Олександрович
Олександр Олександрович Наза́ренко (нар. 15 січня 1961, Вінниця) — український художник, реставратор; член Вінницької організації Спілки художників України з 1989 року (у 2014—2016 роках — її голова).

## Біографія
Народився 15 січня 1961 року в місті Вінниці (нині Україна). Син живописця Олександра Назаренка. 1979 року закінчив Київську художню середню школу імені Тараса Шевченка; у 1985 році — відділення реставрації Київського художнього інституту. Навчався у Віктора Задорожного, Володимира Будникова, Валентини Виродової-Готьє.
Упродовж 1988—1989 років працював на Вінницькому виробничо-художньому комбінаті. Мешкає у Вінниці в будинку на вулиці Сковороди, № 2, квартира № 2.

## Творчість
Працює у галузях станкового (створює натюрморти, пейзажі, портрети, тематичні картини) і монументального живопису, станкової графіки, а також реставрації творів станкового живопису. Серед робіт:
графіка
- «І. Ганіна» (1985);
- «Лариса» (1985);
- «Теплий вечір» (1986);
- «Теплий день» (2003);
- «Пробудження» (2004);
- «Травень» (2008);
- «Портрет молодого чоловіка» (2009);
- «Зима» (2010);
- «Місто Вінниця» (2011);
- «Літній день» (2013);

живопис
- «Дід Олексій» (1985);
- «Пам'ять» (1987);
- «Заснула, Вкраїно… Спи ж, поки сонце не встане» (1989);
- «Солодка музика, чи Окрім джазу» (1989);
- «Мандри» (1998);
- «Ліс» (2000);
- «Осінь» (2001, 2006);
- «Теплий день» (2003);
- «Тінь» (2007);
- «Вінниця крізь віки» (2010);
- «Совість» (2010);
- «Ріка Буг. Осінь» (2010);
- «Бузок» (2013);
- «Наближається весна» (2014);
- «Піони» (2014);
- «Цвітуть яблуні» (2014);
- «Бабусина хата» (2014);
- «Відлига» (2014);
- «Похмурий день» (2015);
- «Зима. Теплий день» (2015);
- «Ранок» (2016);
- «Ранній сніг» (2017);
- «Кінець зими» (2017).

монументальні роботи
- мозаїка «Преображення» у Преображенському соборі у Вінниці (1990-ті);
- розписи церкви Воскресіння Христового у Вінниці (1994–1996).

Бере участь в обласних, республіканських, міжнародних (був експонентом виставок українського мистецтва в Болгарії, Німеччині, Швеції, Польщі, Італії, Росії, Австрії) мистецьких виставках з 1984 року. Персональні виставки відбулися у Вінниці у 2003–2004, 2008, 2012 роках. 
Роботи зберігаються у Вінницькому художньому музеї, Музеї книги у місті Тульчині, а також приватних колекцій в США, Канаді, Франції, Фінляндії, Швеції, Австрії, Бразилії, Італії, Саудівської Аравії та інших країн.